# No Game No Life
No Game No Life (jap. ノーゲーム・ノーライフ Nōgēmu nōraifu) – seria light novel autorstwa Yū Kamiyi, publikowana nakładem wydawnictwa Media Factory od kwietnia 2012. Autor i jego żona Mashiro Hiiragi zaadaptowali serię na mangę, która ukazywała się od stycznia 2013 do września 2017 w magazynie „Gekkan Comic Alive”, także wydawanym przez Media Factory. 
Na podstawie light novel studio Madhouse wyprodukowało serial anime, który emitowano od kwietnia do czerwca 2014 na antenie AT-X. Film kinowy, zatytułowany No Game No Life: Zero, miał premierę w lipcu 2017. 
W Polsce prawa do dystrybucji light novel i mangi nabyło wydawnictwo Waneko.

## Fabuła
Seria koncentruje się wokół rodzeństwa 18-letniego Sory i 11-letniej Shiro. Są NEETami i hikikomori, którzy cały dzień spędzają na graniu w gry komputerowe, w których nie mają sobie równych. W pewnym momencie, rozgrywają zwycięską partię szachów z Bogiem Tetem, który przenosi rodzeństwo do innego świata. W świecie tym Sora i Shiro przynależą do najsłabszej spośród 16 ras i starają się zostać najsilniejszą z nich.

## Bohaterowie
Sora (jap. 空)
Seiyū: Yoshitsugu Matsuoka 
Shiro (jap. 白)
Seiyū: Ai Kayano 
Stephanie Dola (jap. ステファニー・ドーラ Sutefanī Dōra)
Seiyū: Yōko Hikasa 
Chlammy Zell (jap. クラミー・ツェル Kuramī Tseru)
Seiyū: Yuka Iguchi 
Tet (jap. テト Teto)
Seiyū: Rie Kugimiya 
Jibril (jap. ジブリール Jiburīru)
Seiyū: Yukari Tamura 
Fil Nilvalen (jap. フィール・ニルヴァレン Fīru Niruvaren)
Seiyū: Mamiko Noto 
Izuna Hatsuse (jap. 初瀬 いづな Hatsuse Izuna)
Seiyū: Miyuki Sawashiro 
Ino Hatsuse (jap. 初瀬いの Hatsuse Ino)
Seiyū: Mugihito 
„Miko” (jap. 『巫女』 Miko)
Seiyū: Naomi Shindo 

## Light novel
Seria, napisana i zilustrowana przez Yū Kamiyę, jest wydawana przez Media Factory pod imprintem MF Bunko J od 25 kwietnia 2012. Według stanu na 25 lutego 2013, do tej pory ukazało się 12 tomów. Polski przekład ukazuje się nakładem wydawnictwa Waneko.
Tom Practical War Game (jap. プラクティカルウォーゲーム) jest zbiorem opowiadań; tom ten został wydany w edycji zwykłej jak i limitowanej. Do wersji limitowanej dołączono figurkę kolekcjonerską Sory.
| Nr | Tytuł | Data wydania (Shūeisha) | ISBN (język japoński)  | Data wydania (Waneko) | ISBN (język polski)    |
| -- | --- | ----------------------- | ---------------------- | --------------------- | ---------------------- |
| 1  | Rodzeństwo graczy podbija inny świat! (jap. ゲーマー兄妹がファンタジー世界を征服するそうです Gēmā kyōdai ga fantajī sekai o seifuku suru sō desu)                                            | 25 kwietnia 2012        | ISBN 978-4-04-066432-3 | 10 lipca 2016         | ISBN 978-83-80960-57-2 |
| 2  | Rodzeństwo graczy ma na oku królestwo zwierzołaków! (jap. ゲーマー兄妹が獣耳っ子の国に目をつけたようです Gēmā kyōdai ga kemomimikko no kuni ni me o tsuketa yō desu)                         | 25 września 2012        | ISBN 978-4-04-066433-0 | 30 września 2016      | ISBN 978-83-80960-58-9 |
| 3  | Jedno z rodzeństwa graczy znika? (jap. ゲーマー兄妹の片割れが消えたようですが...? Gēmā kyōdai no kataware ga kieta yō desuga...?)                                                            | 25 stycznia 2013        | ISBN 978-4-04-066434-7 | 28 listopada 2016     | ISBN 978-83-80960-59-6 |
| 4  | Rodzeństwo graczy ucieka w prawdziwą miłość. (jap. ゲーマー兄妹はリアル恋愛ゲームから逃げ出しました Gēmā kyōdai wa riaru ren’ai gēmu kara nigedashi mashita)                                 | 25 czerwca 2013         | ISBN 978-4-04-066469-9 | 27 stycznia 2017      | ISBN 978-83-80960-60-2 |
| 5  | Rodzeństwo wybitnych graczy nie znosi opcji new game. (jap. ゲーマー兄妹は強くてニューゲームがお嫌いなようです Gēmā kyōdai wa tsuyoku te nyū gēmu ga okirai na yō desu)                      | 25 listopada 2013       | ISBN 978-4-04-066080-6 | 27 marca 2017         | ISBN 978-83-80960-61-9 |
| 6  | Małżeństwo graczy rzuciło wyzwanie światu. (jap. ゲーマー夫嫁は世界に挑んだそうです Gēmā fusai wa sekai ni idonda sō desu)                                                                   | 25 kwietnia 2014        | ISBN 978-4-04-066382-1 | 29 maja 2017          | ISBN 978-83-8096-062-6 |
| 7  | Rodzeństwo graczy obala stary porządek. (jap. ゲーマー兄妹たちは定石を覆すそうです Gēmā kyōdai-tachi wa jōseki o kutsugaesu sō desu)                                                         | 24 lipca 2015           | ISBN 978-4-04-067494-0 | 29 sierpnia 2017      | ISBN 978-83-8096-063-3 |
| 8  | Rodzeństwo graczy pisze historię na nowo. (jap. ゲーマーたちは布石を継いでいくそうです Gēmā-tachi wa fuseki o tsuide iku sō desu)                                                            | 25 grudnia 2015         | ISBN 978-4-04-067952-5 | 28 lutego 2018        | ISBN 978-83-8096-254-5 |
| 9  | Rodzeństwo graczy czeka jedną turę. (jap. ゲーマー兄妹は一ターン休むそうです Gēmā kyōdai wa ichi tān yasumu sō desu)                                                                         | 25 sierpnia 2016        | ISBN 978-4-04-068457-4 | 28 maja 2018          | ISBN 978-83-8096-255-2 |
| G1 | Practical War Game (jap. プラクティカルウォーゲーム Purakutikaru wō gēmu) | 23 grudnia 2016         | ISBN 978-4-04-068767-4 | 14 grudnia 2018       | ISBN 978-83-8096-464-8 |
| 10 | Rodzeństwo graczy musi rozliczyć się z przeszłością (jap. ゲーマー兄妹は過去(ツケ)を払わされるようです Gēmā kyōdai wa (tsuke) o harawasareru yō desu)                                        | 24 lutego 2018          | ISBN 978-4-04-069336-1 | 30 sierpnia 2018      | ISBN 978-83-8096-256-9 |
| 11 | Rodzeństwo graczy utknęło w przestrzeni, której nie mogą opuścić (jap. ゲーマー兄妹たちはカップルにならなきゃ出られないそうです Gēmā kyōdai-tachi wa kappuru ni naranakya de rarenai sōdesu) | 25 listopada 2021       | ISBN 978-4-04-065382-2 | 23 września 2022      | ISBN 978-83-8242-295-5 |
| 12 | Rodzeństwo graczy rzuca wyzwanie Królowi Demonów! (jap. ゲーマー兄妹たちは『魔王』に挑むようです Gēmā kyōdai-tachi wa „maō” ni idomu yōdesu)                                                 | 25 lutego 2023          | ISBN 978-4-04-682039-6 | 20 listopada 2023     | ISBN 978-83-8242-565-9 |

## Manga
Na podstawie light novel powstała manga zilustrowana przez Yū Kamiyę i Mashiro Hiiragi. Seria ukazywała się w magazynie „Gekkan Comic Alive” wydawnictwa Media Factory od 26 stycznia 2013 do 27 września 2017. Jej rozdziały zostały zebrane w dwóch tankōbonach, wydanych 22 listopada 2013 i 23 lutego 2018.
W Polsce manga ukazała się nakładem wydawnictwa Waneko.
| Nr | Język japoński    | Język japoński         | Język polski     | Język polski           |
| Nr | Data wydania      | ISBN                   | Data wydania     | ISBN                   |
| -- | ----------------- | ---------------------- | ---------------- | ---------------------- |
| 1  | 22 listopada 2013 | ISBN 978-4-0406-6114-8 | 28 sierpnia 2015 | ISBN 978-83-65229-01-4 |
| 2  | 23 lutego 2018    | ISBN 978-4-0406-9582-2 | 1 sierpnia 2018  | ISBN 978-83-8096-410-5 |

### No Game No Life Zero
W Polsce manga została wydana przez Waneko.
| Nr | Język japoński   | Język japoński         | Język polski | Język polski           |
| Nr | Data wydania     | ISBN                   | Data wydania | ISBN                   |
| -- | ---------------- | ---------------------- | ------------ | ---------------------- |
| 1  | 25 sierpnia 2018 | ISBN 978-4-04-065000-5 | 8 maja 2020  | ISBN 978-83-8096-787-8 |

### No Game No Life, desu!
Spin-off, zatytułowany No Game No Life, desu!, autorstwa Yuizakiego Kazuyi, był publikowany w czasopiśmie „Gekkan Comic Alive” od 27 maja 2015 do 27 listopada 2017. Wydawnictwo Media Factory zebrało rozdziały serii w 4 tankōbonach, wydawanych od 23 stycznia 2016 do 23 stycznia 2018.
| Nr | Data wydania (język japoński) | ISBN (język japoński)  |
| -- | ----------------------------- | ---------------------- |
| 1  | 23 stycznia 2016              | ISBN 978-4-04-067878-8 |
| 2  | 23 sierpnia 2016              | ISBN 978-4-04-068525-0 |
| 3  | 22 kwietnia 2017              | ISBN 978-4-04-069165-7 |
| 4  | 23 stycznia 2018              | ISBN 978-4-04-069535-8 |

## Anime
27 lipca 2013 redakcja magazynu „Gekkan Comic Alive” poinformowała, że No Game No Life otrzyma adaptację anime. Seria została wyreżyserowana przez Atsuko Ishizukę i zanimowana przez studio Madhouse. Scenariusz napisał Jukki Hanada, postacie zaprojektował Kōji Ōdate, a muzykę skomponowało SuperSweep (Shinji Hosoe, Takahiro Eguchi, Ayako Sasō i Fumihisa Tanaka). Serial był emitowany od 9 kwietnia do 25 czerwca 2014 w AT-X oraz innych stacjach telewizyjnych. Motywem otwierającym jest „This Game” w wykonaniu Konomi Suzuki, a utworem końcowym „Oracion”, śpiewanym przez aktorkę głosową Shiro, Ai Kayano.
Film kinowy na podstawie szóstego tomu light novel został zapowiedziany 17 lipca 2016 podczas wydarzenia MF Bunko J Summer School Festival. Film, zatytułowany No Game No Life: Zero, miał swoją premierę 15 lipca 2017, a za jego realizację odpowiadała ta sama ekipa produkcyjna, która stworzyła wcześniej serial anime.

### Lista odcinków
| №  | Tytuł                                  | Premiera         |
| -- | -------------------------------------- | ---------------- |
| 1  | Beginner Biginā (素人)                 | 9 kwietnia 2014  |
| 2  | Challenger Charenjā (挑戦者)           | 16 kwietnia 2014 |
| 3  | Expert Ekisupāto (熟練者)              | 23 kwietnia 2014 |
| 4  | Grandmaster Gurandomasutā (国王)       | 30 kwietnia 2014 |
| 5  | Weak Square Wīku sukuea (駒並べ)       | 7 maja 2014      |
| 6  | Interesting Intaresutingu (一手)       | 14 maja 2014     |
| 7  | Sacrifice Sakurifaisu (死に手)         | 21 maja 2014     |
| 8  | Fake End Feiku endo (起死回生)         | 28 maja 2014     |
| 9  | Sky Walk Sukai wōku (解離法)           | 4 czerwca 2014   |
| 10 | Blue Rose Burū rōzu (指向法)           | 11 czerwca 2014  |
| 11 | Killing Giant Kiringu jaianto (誘導法) | 18 czerwca 2014  |
| 12 | Rule Number 10 Rūru nanbā ten (収束法) | 25 czerwca 2014  |

## Odbiór
W pierwszej połowie 2014 roku powieść sprzedała się w ponad 250 tys. egzemplarzy, co uplasowało ją na dziewiątym miejscu, wśród najlepiej sprzedających się light novel. W maju 2017 poinformowano, że light novel sprzedała się w nakładzie ponad 3 milionów kopii, a do lutego 2018 liczba ta wzrosła do 4,5 miliona egzemplarzy. Redakcja polskojęzycznego serwisu tanuki.pl wystawiła anime ocenę 7/10. Strona internetowa, dzięki której Tet zaprosił protagonistów serii do swojego świata istnieje naprawdę.